# Pogonophryne squamibarbata
Pogonophryne squamibarbata is een straalvinnige vissensoort uit de familie van gebaarde ijskabeljauwen (Artedidraconidae). De wetenschappelijke naam van de soort is voor het eerst geldig gepubliceerd in 2000 door Eakin & Balushkin.